# Heaven Shall Burn/Diskografie
Diese Diskografie ist eine Übersicht über die musikalischen Werke der deutschen Melodic-Death-Metal/Metalcore-Band Heaven Shall Burn. Das Album Of Truth and Sacrifice erreichte als erstes ihrer Alben Platz eins in den deutschen Albumcharts.

## Übersicht
Mit dem 2006 herausgegebenen Deaf to Our Prayers verzeichnete die Band ihren ersten Charteinstieg in Deutschland. Mit Iconoclast (Part I: The Final Resistance) konnten die Musiker erstmals Notierungen in der Schweiz und Österreich verzeichnen. Seither stieg jedes weitere offizielle Album der Gruppe in Deutschland, Österreich und in der Schweiz ein. Die höchste Chartplatzierung in Deutschland erreichte Heaven Shall Burn mit Of Truth and Sacrifice, das auf Platz 1 einstieg. Die Band erreichte auch in Österreich und in der Schweiz hiermit ihre höchsten Platzierungen. Bisher blieb ihr ein Charteinstieg außerhalb des deutschsprachigen Raumes größtenteils verwehrt. Iconoclast (Part I: The Final Resistance), Invictus (Iconoclast III) und Veto schafften lediglich einen Eintrag in den Heatseekers Charts in den Vereinigten Staaten. Invictus schaffte indes eine Notierung in den griechischen, Veto und Wanderer in den belgischen Albumcharts (Wallonien und Flandern).
Heaven Shall Burn haben mehrere Lieder bekannter Punk- und Metal-Bands gecovert, die zumeist als Teil ihrer regulären Musikalben veröffentlicht wurden. Einzige Ausnahmen sind Straßenkampf von Dritte Wahl und Whatever That Hurts von Tiamat, die lediglich auf der Too Good to Steal From-Bonus-CD des Werkes Wanderer zu finden sind.

## Alben

### Studioalben
| Jahr | Titel Musiklabel                                        | Höchstplatzierung, Gesamtwochen, AuszeichnungChartplatzierungen (Jahr, Titel, Musiklabel, Platzierungen, Wochen, Auszeichnungen, Anmerkungen) | Höchstplatzierung, Gesamtwochen, AuszeichnungChartplatzierungen (Jahr, Titel, Musiklabel, Platzierungen, Wochen, Auszeichnungen, Anmerkungen) | Höchstplatzierung, Gesamtwochen, AuszeichnungChartplatzierungen (Jahr, Titel, Musiklabel, Platzierungen, Wochen, Auszeichnungen, Anmerkungen) | Anmerkungen                                              |
| Jahr | Titel Musiklabel                                        | DE | AT | CH | Anmerkungen                                              |
| ---- | ------------------------------------------------------- | --- | --- | --- | -------------------------------------------------------- |
| 2000 | Asunder Lifeforce                                       | — | — | — | Erstveröffentlichung: 8. April 2000                      |
| 2002 | Whatever It May Take Lifeforce                          | — | — | — | Erstveröffentlichung: 11. November 2002 Neuauflage: 2007 |
| 2004 | Antigone Lifeforce                                      | — | — | — | Erstveröffentlichung: 26. April 2004 Neuauflage: 2012    |
| 2006 | Deaf to Our Prayers Century Media                       | DE22 (2 Wo.)DE | — | — | Erstveröffentlichung: 28. August 2006                    |
| 2008 | Iconoclast (Part I: The Final Resistance) Century Media | DE21 (4 Wo.)DE | AT65 (1 Wo.)AT | CH97 (1 Wo.)CH | Erstveröffentlichung: 28. Januar 2008                    |
| 2010 | Invictus (Iconoclast III) Century Media                 | DE9 (4 Wo.)DE | AT17 (2 Wo.)AT | CH38 (1 Wo.)CH | Erstveröffentlichung: 21. Mai 2010                       |
| 2013 | Veto Century Media                                      | DE2 (4 Wo.)DE | AT20 (2 Wo.)AT | CH71 (1 Wo.)CH | Erstveröffentlichung: 22. April 2013                     |
| 2016 | Wanderer Century Media                                  | DE3 (5 Wo.)DE | AT9 (2 Wo.)AT | CH15 (2 Wo.)CH | Erstveröffentlichung: 16. September 2016                 |
| 2020 | Of Truth and Sacrifice Century Media                    | DE1 (10 Wo.)DE | AT4 (3 Wo.)AT | CH6 (4 Wo.)CH | Erstveröffentlichung: 20. März 2020                      |
| 2025 | Heimat Century Media                                    | DE2 (3 Wo.)DE | AT4 (2 Wo.)AT | CH15 (1 Wo.)CH | Erstveröffentlichung: 27. Juni 2025                      |

### EPs
- 1998: In Battle... (EP, Deeds of Revolution Recordings; 2020 als Neuauflage als LP mit Bonus-Track)
- 2002: In Battle... There Is No Law (Kompilation, Circulation Records, 2004 als Neuauflage bei Lifeforce Records)
- 2020: Maximum Sacrifice

## Coverlieder
| Titel                   | Interpretation     | Album                                          | Anmerkungen                                                                     |
| ----------------------- | ------------------ | ---------------------------------------------- | ------------------------------------------------------------------------------- |
| Agent Orange            | Sodom              | Wanderer                                       | Bonuslied auf der Deluxe-Version                                                |
| Auge um Auge a          | Dritte Wahl        | Dritte Wahl: 25 Jahre – 25 Bands               | Dritte-Wahl-Tribut, feat. Mille Petrozza (Kreator)                              |
| Battlecries             | Liar               | Asunder                                        | betitelt als ⚹⚹⚹⚹⚹⚹⚹⚹⚹⚹⚹                                                        |
| Black Tears a           | Edge of Sanity     | Iconoclast (Part I: The Final Resistance)      | Einziges Coverlied mit Musikvideo                                               |
| Casa de Caboclo         | Point of No Return | Whatever It May Take                           | feat. Andre Moraweck (Maroon) und Johannes Formella (The Destiny Program)       |
| Competition in Hatred   | Abhinanda          | In Battle...                                   |                                                                                 |
| Contrition              | Fall of Serenity   | The Heaven Shall Burn / Fall of Serenity Split |                                                                                 |
| Critical Mass           | Nuclear Assault    | Of Truth and Sacrifice                         | feat. Matthias Tarnat (Nasty)                                                   |
| Destroy Fascism a       | Endstand           | The Split Program II                           |                                                                                 |
| Dislocation a           | Disembodied        | Antigone                                       | Bonuslied auf der Limited-Edition                                               |
| Downfall of Christ      | Merauder           | The Split Program II                           |                                                                                 |
| Eisenkopf               | Schweißer          | Maximum Sacrifice EP                           |                                                                                 |
| European Super State a  | Killing Joke       | Veto                                           | feat. Katharina Radig, iTunes-Bonuslied                                         |
| Fight Fascism a         | Endstand           | The Split Program II                           |                                                                                 |
| Night of the Werevolves | Powerwolf          | The Sacrament of Sin                           | Auf der Powerwolf-Tribut-CD "Communio Luporum"                                  |
| Not My God a            | Hate Squad         | Antigone                                       | Bonuslied auf der Limited-Edition                                               |
| Nowhere a               | Therapy?           | Invictus (Iconoclast III)                      |                                                                                 |
| Numbered Days           | Killswitch Engage  | Heimat                                         | feat. Jesse Leech (Killswitch Engage)                                           |
| One More Lie            | Caliban            | The Split Program                              |                                                                                 |
| Pillars of Serpents     | Trivium            | European Tour 2023                             |                                                                                 |
| River Runs Red a        | Life of Agony      | Veto                                           | iTunes-Bonuslied                                                                |
| Schweineherbst          | Slime              | Keinen Schritt Zurück                          | Zusammen mit Dÿse als B-Seite der "Keinen Schritt Zurück"-Vinyl (feat. Donots). |
| Straßenkampf a          | Die Skeptiker      | Tsunami Benefit                                | feat. Patrick Schleitzer                                                        |
| The Cry of Mankind      | My Dying Bride     | Wanderer                                       | Bonuslied auf der Deluxe-Version                                                |
| The Eternal Jihad       | Day of Suffering   | In Battle...                                   | Als "Eternal"                                                                   |
| The Fourth Crusade      | Bolt Thrower       | Asunder                                        |                                                                                 |
| True Belief a           | Paradise Lost      | Deaf to Our Prayers                            | Bonuslied der japanischen Albumversion                                          |
| Valhalla a              | Blind Guardian     | Veto                                           | feat. Hansi Kürsch                                                              |
| Whatever that Hurts a   | Tiamat             | Covering 20 Years of Extremes                  |                                                                                 |

## Videoalben und Musikvideos

### Videoalben
| Jahr | Titel Musiklabel                                                 | Höchstplatzierung, Gesamtwochen, AuszeichnungChartplatzierungen (Jahr, Titel, Musiklabel, Platzierungen, Wochen, Auszeichnungen, Anmerkungen) | Höchstplatzierung, Gesamtwochen, AuszeichnungChartplatzierungen (Jahr, Titel, Musiklabel, Platzierungen, Wochen, Auszeichnungen, Anmerkungen) | Höchstplatzierung, Gesamtwochen, AuszeichnungChartplatzierungen (Jahr, Titel, Musiklabel, Platzierungen, Wochen, Auszeichnungen, Anmerkungen) | Anmerkungen                       |
| Jahr | Titel Musiklabel                                                 | DE | AT | CH | Anmerkungen                       |
| ---- | ---------------------------------------------------------------- | --- | --- | --- | --------------------------------- |
| 2009 | Bildersturm: Iconoclast II (The Visual Resistance) Century Media | DE54 b (1 Wo.)DE | — | — | Erstveröffentlichung: August 2009 |

### Musikvideos
| Jahr | Lied                                | Regie                                     |
| ---- | ----------------------------------- | ----------------------------------------- |
| 2004 | The Weapon They Fear                | unbekannt                                 |
| 2006 | Counterweight                       | Manuel Schmitt                            |
| 2008 | Endzeit                             | unbekannt                                 |
| 2009 | Black Tears                         | unbekannt                                 |
| 2010 | Combat                              | Animaatiokopla                            |
| 2013 | Hunters Will Be Hunted              | Philipp Hirsch / Felix Kastl              |
| 2013 | Auge um Auge                        | unbekannt                                 |
| 2016 | Downshifter                         | Iconographic                              |
| 2016 | Passage of the Crane                | Iconographic                              |
| 2017 | Corium                              | Iconographic                              |
| 2020 | Protector/Weakness Leaving My Heart | Heaven Shall Burn / Philipp Hirsch        |
| 2020 | My Heart and the Ocean              | unbekannt                                 |
| 2020 | Eradicate                           | Heaven Shall Burn / Ramon Film Production |
| 2020 | Übermacht                           | Heaven Shall Burn / Philipp Hirsch        |
| 2024 | Keinen Schritt Zurück               | Philipp Hirsch / Alexander Dietz          |

## Sonderveröffentlichungen
Splits
- 1999: Split-LP mit Fall of Serenity (Deeds of Revolution Recordings)
- 2000: Caliban vs. Heaven Shall Burn: The Split Program (Lifeforce Records)
- 2005: Tsunami Benefit mit Napalm Death und The Haunted (Century Media)
- 2005: Caliban vs. Heaven Shall Burn: The Split Program II (Lifeforce Records, Century Media)
- 2015: The Mission Creep mit Napalm Death (Century Media)
- 2022: European Tour 2023 mit Trivium (selbst-veröffentlicht)

## Statistik

### Chartauswertung
|                     | DE    | AT    | CH    |
| ------------------- | ----- | ----- | ----- |
| Nummer-eins-Alben   | DE1DE | AT—AT | CH—CH |
| Top-10-Alben        | DE5DE | AT2AT | CH1CH |
| Alben in den Charts | DE7DE | AT5AT | CH5CH |